# Maria Magdalena Martinengo
Maria Magdalena Martinengo (ur. 4 października 1687 w Brescii, zm. 27 lipca 1737) – włoska błogosławiona Kościoła katolickiego.

## Życiorys
Urodziła się 4 października 1687 r. jako Małgorzata Martinengo. Pochodziła ze szlacheckiego rodu. Gdy miała pięć miesięcy, zmarła jej matka. Jej ojciec ożenił się ponownie, a macocha wraz ze służącą zajęły się wychowaniem Małgorzaty. Po zakończeniu edukacji domowej z prywatnym nauczycielem została odesłana do szkół zakonnych m.in. sióstr Augustianek. Już w młodym wieku wyróżniała się szczególną pobożnością. Wraz ze swoimi koleżankami zaplanowały ucieczkę ze szkoły i zamieszkanie w pustelni, aby oddać się modlitwie. Plan nie został zrealizowany, ale Małgorzata dalej szukała możliwości, aby oddać swoje życie Bogu. W wieku 13 lat oddała swoje dziewictwo Bogu. Trzy lata później ojciec oznajmił jej, że zaaranżował jej małżeństwo z synem senatora Republiki Weneckiej. Małgorzata doświadczyła wówczas wizji, gdzie Matka Boża wskazała jej habit kapucynek. Wbrew sprzeciwowi rodziny kobieta zdecydowała się wstąpić do klasztoru.
W czasie okresu próbnego w Maggi prowadzonym przez siostry urszulanki była dręczona przez różne pokusy, przez co wahała się o słuszności podjętej decyzji. Zastanawiała się także nad zamążpójściem. Idąc za radą służącej, spędziła noc na modlitwie, po której była już pewna, że resztę życia pragnie poświęcić Bogu.
Po zakończeniu okresu nowicjatu, w wieku 18 lat, w 1705 roku, wstąpiła do zakonu mniszek Klarysek Kapucynek i przyjęła imię zakonne Maria Magdalena. Po latach pracy zakonnej powierzono jej obowiązki mistrzyni nowicjatu i została przełożoną klasztoru.
Siostra Maria Magdalena otrzymała dar stygmatów, a podczas modlitwy miewała wizje oraz ekstazy. Pozostawiła w ich wyniku Nabożeństwo do ukrytych Mąk Pana Jezusa, które uzyskało imprimatur Kościoła i bardzo było polecane przez Papieża Klemensa II (1730-40 r.). Jednym z jej dzieł jest także Traktat o pokorze.
Zmarła, mając 49 lat, w opinii świętości.
Została beatyfikowana przez papieża Leona XIII w dniu 3 czerwca 1900 roku.